# Eurito (pitagórico)
Eurito fue un filósofo pitagórico, discípulo de Filolao, nacido en Crotona o en Tarento.
Aristóteles se refirió a él en los siguientes términos: 

..conforme al orden inventado por Eurito, cada número es la causa de alguna cosa, éste, por ejemplo, del hombre, aquél del caballo, porque se puede, siguiendo el mismo procedimiento que los que reducen los números a figuras, al triángulo, al cuadrilátero, representar las formas de las plantas por operaciones de cálculo; o bien, si el hombre y cada uno de los demás seres vienen de los números, como vienen la proporción y el acorde de música.
Aristóteles, Metafísica , traducción de Patricio de Azcárate Corral N 5, 1092b.